# 巴伊古拉山
巴伊古拉山（法語：Mont Baïgura，法語發音：[ba.iɡuʁa]，亦作或）是法国巴斯克地区的一座山，高897米。山顶附近有一台发射机。